# Louis Rossmann
Louis Anthony Rossmann (nacido el 19 de noviembre de 1988) es un técnico de reparación independiente estadounidense, personalidad de YouTube, y activista por el derecho a reparar. Es el dueño y operador del Grupo Rossmann de reparación en Austin, Texas (originalmente en la Ciudad de Nueva York), una tienda de reparación de ordenadores establecida en 2007, la cual se especializa en reparación de MacBooks a nivel de componente. 
Rossmann se hizo popular a través de su canal de YouTube, en que muestra sus reparaciones como un recurso educativo, frecuentemente en forma de transmisiones en vivo en YouTube, Twitch.tv, y Vimeo. En su canal de YouTube también carga recomendaciones acerca de la vida, buenas prácticas empresariales, bienes raíces, y tutoriales de reparación. 
Rossmann ha sido activo en hacer campaña a favor de legislación que consagre el derecho a reparar en diferentes ciudades y legislaturas estatales de los Estados Unidos.

## Campañas
El 8 de octubre de 2018, CBC News publicó un artículo de investigación sobre las prácticas comerciales de Apple relacionadas con la reparación de sus dispositivos. Fueron de encubierto a una tienda Apple con una MacBook Pro averiada en busca de una cotización por la reparación. Explicaron que la pantalla simplemente se quedaba de color negro y no podían ver nada en ella. La tienda Apple cotizó al cliente en su video encubierto $ 1200 USD por un reemplazo de la placa base, explicando que los indicadores de contacto de líquido (LCI) se volvieron rojos, y eso solo sucede cuando entran en contacto con cualquier tipo de líquido, por lo que toda la placa base debía ser reemplazada, además de la cubierta superior de la computadora. Cuando fue llevado al taller de reparaciones de Louis Rossmann, este les explicó que no había ningún daño por líquidos y que simplemente era la humedad de la habitación la que probablemente activó los indicadores LCI. También explicó que un pin que conectaba la backlight de la MacBook Pro no estaba colocado de forma correcta. Después de colocar el pin correctamente, se vio que la MacBook Pro funcionaba nuevamente de forma normal. Rossmann explicó que su taller de reparaciones probablemente no cobraría simplemente por volver a colocar el pin de la luz de fondo en su lugar.
También ha hablado y atestiguado sobre el derecho a reparar para audiencias en Boston, Maine, Estado de Washington y Nebraska.
Rossmann También ha aparecido en campañas sobre el derecho a reparar relacionadas con maquinaria de cultivo en Nebraska en marzo del 2020. Aunque  sea inicialmente completamente contra cualquier forma de curbs impuesto por compañías en labradores de reparar su equipamiento (cuál podría haber resultado en voiding la garantía del equipamiento), más tarde admita que sus opiniones no fueron completamente corregir debido a él pericia falta en el campo de cultivar maquinaria cuándo  reciba un correo de un John Deere el empleado que considera cómo dejando labradores para poner a punto su siguiendo puede resultar en hacer daño a ellos y vulneración posible de leyes medioambientales.
Rossmann ha criticado el diseño de la tercera generación de MacBook Air. El nota que el ventilador no está colocado por encima del CPU, ni conectado a él vía cualquier circuito radiador, llamándolo un "ventilador placebo" el cual fácilmente podría causar sobrecalentamiento y daño.
En marzo del 2021, Rossmann empezó una campaña de crowdfunding para juntar $6 millones de dólares americanos utilizando el sitio web GoFundMe para empezar una iniciativa de votación directa para proteger el derecho a reparar del  consumidor en el estado de Massachusetts, citando intentos exitosos similares anteriores en el industria automotriz. Hasta mayo del 2021, la campaña ha logrado juntar más de $725,000 dólares americanos.
El 18 de octubre del 2018, Rossmann subió un vídeo titulado "Apple & Customs STOLE my batteries, that they won't even provide to AASPs". En el vídeo, Rossmann explica que la aduana de EE. UU. incautó su paquete que con 20 baterías para equipos Apple MacBook, con valor por $1,068 dólares americanos, etiquetado les como bienes de imitación.  Louis reclama que la única razón para incautar era que las baterías  importe tenían el logotipo de la marca de Apple, y siente que es un acto de retribución por su aparición en CBC, ya que Rossmann había estado importando baterías para MacBook por años sin ningún incidente hasta poco después de que la historia en CBC fue publicada.
En 2018, Rossmann testificó en una demanda de Apple hacia una tienda de reparación de teléfonos inteligentes independiente, cuyo dueño es el Noruego Henrik Huseby, con respecto al derecho a reparar y partes de teléfonos inteligentes autorizadas. El tribunal noruego originalmente estaba del lado de Huseby, pero falló a favor de Apple en 2019 después de escuchar en la apelación que  habían sido utilizadas partes de imitación. También ha hablado y atestiguado sobre el derecho a reparar para audiencias en Boston, Maine, el Estado de Washington y Nebraska.